# Distrito de Brčko

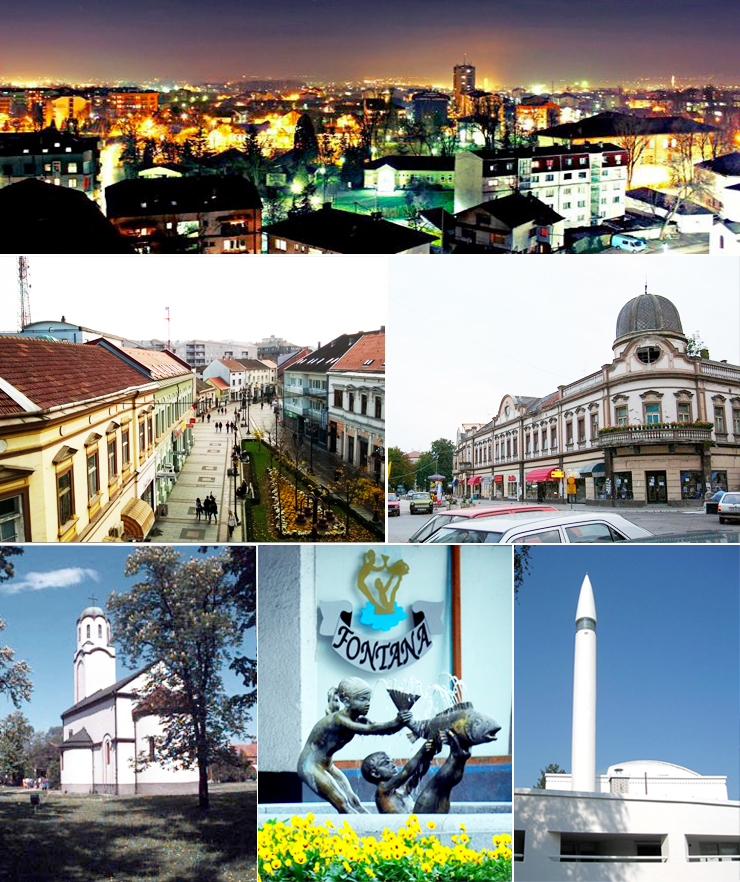
Brčko (imagen collage)

Mapa

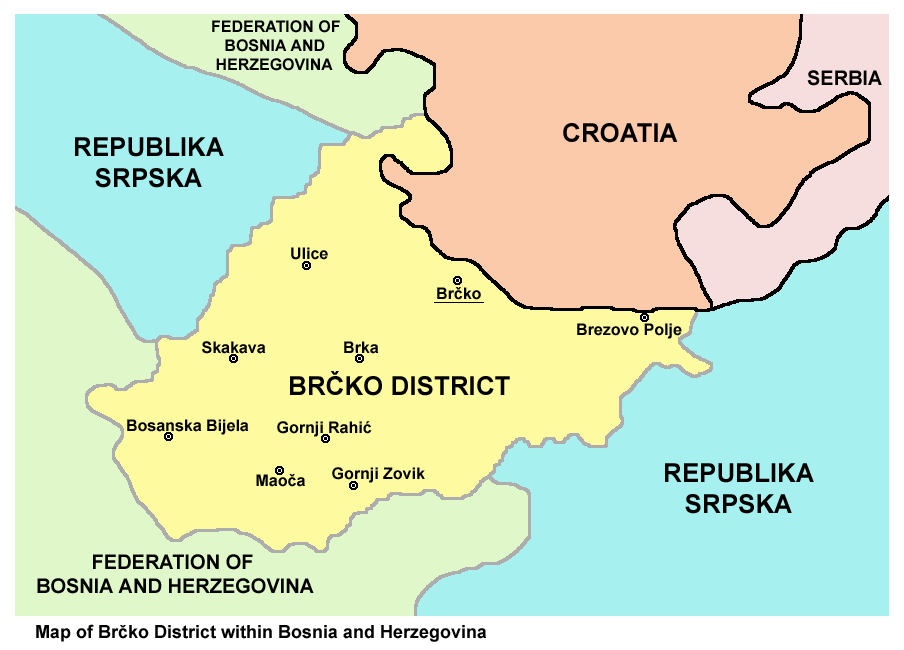
Mapa geo-administrativo del distrito de Brcko.

Límites de Dayton antes de la formación del distrito de Brčko

El distrito de Brčko ([ˈbr̩tʃkɔː] en bosnio: Brčko Distrikt, en serbio: Брчко Дистрикт, en croata: Brčko Distrikt) es una unidad territorial administrativamente autónoma bajo la soberanía de Bosnia y Herzegovina, y oficialmente es un condominio de las dos entidades de dicha nación. Corresponde al territorio del municipio de Brčko. El distrito tiene una superficie de 208 km² con una población total de aproximadamente 87.332 habitantes (estimación 2007). Su capital es la ciudad de Brčko, con unos 31.500 habitantes (estimación de 2007).
Tras el Tratado de Dayton, que puso fin a la guerra en Bosnia en 1995, se acordó que este distrito fuese administrado de forma independiente por las fuerzas multinacionales de pacificación. El territorio es importante estratégicamente porque se encuentra entre las dos partes de la República Srpska. Por eso, en 2000 se acordó que este territorio fuera un condominio de la República Srpska y la Federación de Bosnia y Herzegovina, pero en la práctica posee autonomía y depende directamente de la República de Bosnia y Herzegovina.

## Historia
El Distrito Brčko se estableció después de un proceso de arbitraje realizado por el Alto Representante de la ONU para Bosnia y Herzegovina. De acuerdo con los Acuerdos de Paz de Dayton, sin embargo, el proceso solo podría arbitrar la controversia sobre la línea fronteriza entre las entidades (línea fronteriza). El Distrito Brčko se formó a partir de todo el territorio de la antigua municipalidad de Brčko, el 48 % del cual (incluyendo la ciudad de Brčko) estaba en la República Srpska, mientras que el 52 % estaba en la Federación de Bosnia y Herzegovina. Después de la guerra, la Unión Europea ha mantenido una presencia diplomática para el mantenimiento de la paz en la zona.
En 2006, bajo la Orden de la Misión de Supervisión de la ONU, toda la "legislación sobre la Entidad en el Distrito Brčko y la Línea Fronteriza" fue abolida. La resolución dictada por la Supervisora de Brčko, Susan Johnson, suprime todas las leyes de las entidades federales de Bosnia-Hercegovina en el Distrito, y también suprime la Línea Fronteriza. La sentencia hace a las leyes del Distrito y las Leyes del Estado de Bosnia y Herzegovina (incluyendo las leyes de la República Socialista de Bosnia y Herzegovina) principios legales básicos dentro del Distrito. 
Brčko fue el único elemento en el Acuerdo de Paz de Dayton que no se terminó. El acuerdo de arbitraje se finalizó en abril de 1996 resultando en un distrito, como se mencionó anteriormente, que iba a ser administrado por la representación internacional, en la persona de un embajador nombrado por una misión de la OSCE.
El primer representante de la OSCE para el Distrito de Brčko llegó en junio de 1996. Antes de esta fecha, la Organización para la Seguridad y la Cooperación en Europa (OSCE) disponía de una modesta oficina de representación, inicialmente liderada por Randolph Hampton. Durante el tiempo intermedio, antes de que el Distrito de Brčko se pudiera representar según lo estipulado por los acuerdos en el post-arbitraje, se celebraron elecciones locales y se proporcionaron paquetes de ayuda humanitaria, para lo que se contó con la cooperación de las agencias USAID y ECHO. El distrito fue conocido como un centro para los diferentes programas internacionales para su reconstrucción y la de Bosnia-Hercegovina, todos en su mayoría a cargo de los gobiernos extranjeros, particularmente los Estados Unidos.
El área fue inicialmente administrada por la comunidad internacional. El distrito de Brčko se estableció oficialmente el 8 de marzo de 2000, después de que quedó claro que las dos entidades no podían decidir qué área debería asignarse a cada lado. El gobierno está compuesto por partes iguales de los tres grupos étnicos. Además de su propia administración, la región obtiene su propia legislación postal, fiscal y policial.
Hasta agosto de 2012, los funcionarios elegidos localmente eran asistidos por un supervisor internacional. El supervisor estaba investido de amplios poderes, incluido el poder de anunciar decisiones vinculantes. Está a cargo de facilitar el retorno de los refugiados, promover un gobierno democrático y multiétnico y reactivar la economía. La OSCE y la EUFOR mantuvieron su presencia en el distrito tras la suspensión de la supervisión y la delegación de la Unión Europea estableció un taller en Brčko. El mandato del Alto Representante permanece sin cambios.

## Población
1971
La población era de 74 771 habitantes, divididos así:
- Bosníacos - 30 181 (40,36 %)
- Croatas - 24 925 (33,33 %)
- Serbios - 1086 (1,45 %)
- Yugoslavos 5 %
- Otros - 870 (1,18 %)

1991
Antes de la guerra, en la Municipalidad de Brčko había 87 332 habitantes, repartidos del siguiente modo:
- Bosníacos - 45 %
- Croatas - 25 %
- Serbios - 21 %
- Yugoslavos 6 %
- Otros - 3 %

1997
La población en el territorio del distrito se redujo a 33 623 habitantes, pertenecientes a los siguientes grupos:
- Bosníacos - 10 569 (31,39 %)
- Croatas - 2650 (7,81 %)
- Serbios - 18 193 (52,09 %)
- Yugoslavos 5 %
- Otros - 0,4 %

No ha habido un censo oficial desde 1991, por lo que algunos de los datos aquí informados son sólo cifras estimativas. 
2006
La población del distrito se cifró en 78 863 personas, divididas así:
- Bosníacos - 32 332 (43,95 %)
- Croatas - 7919 (11,50 %)
- Serbios - 38 618 (46,55 %)

2013
- Bosníacos - 35 381 (42,36 %)
- Croatas - 17 252 (20,66 %)
- Serbios - 28 884 (34,58 %)

Censo de 1961

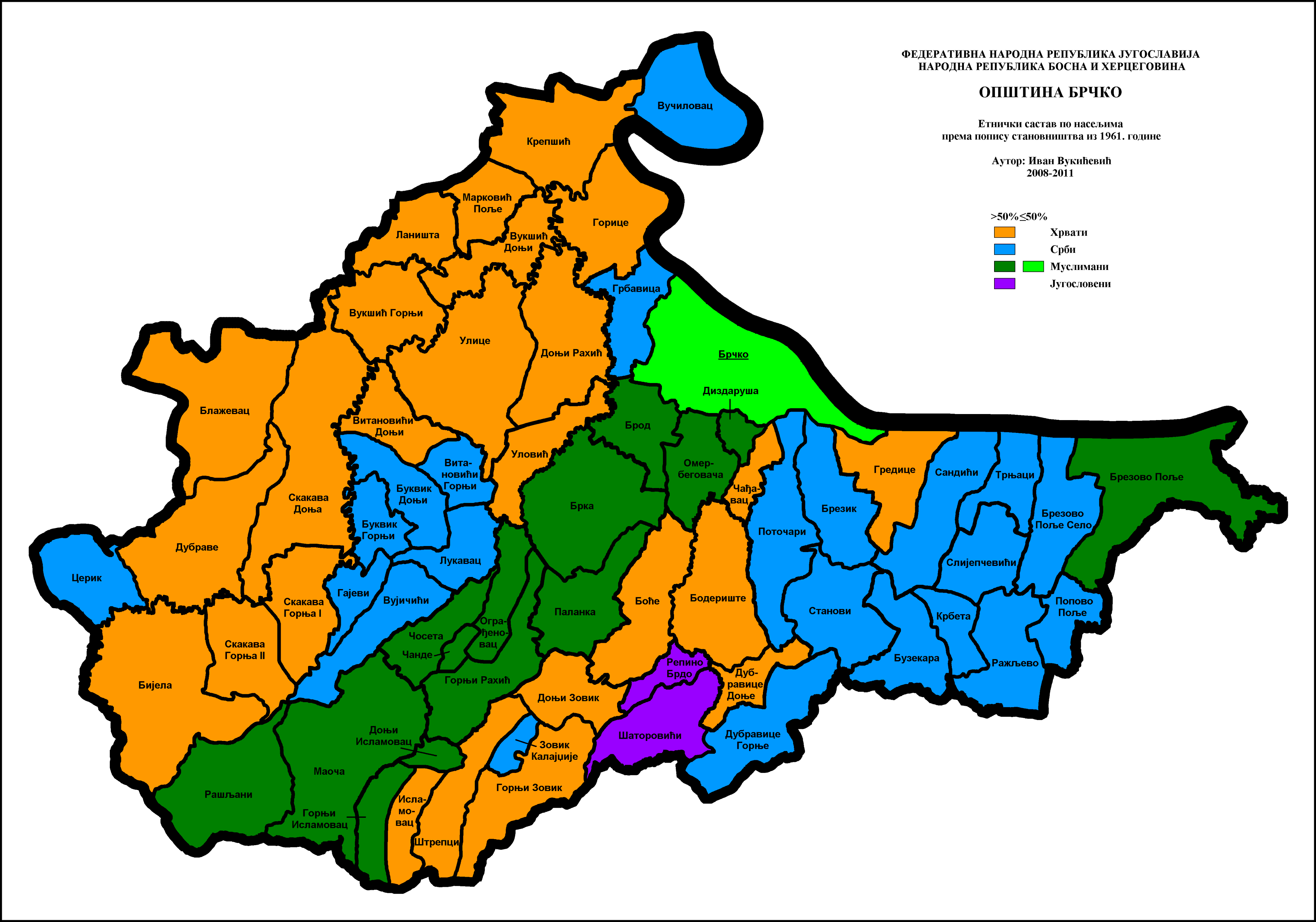
Estructura étnica de Brčko por asentamientos 1961
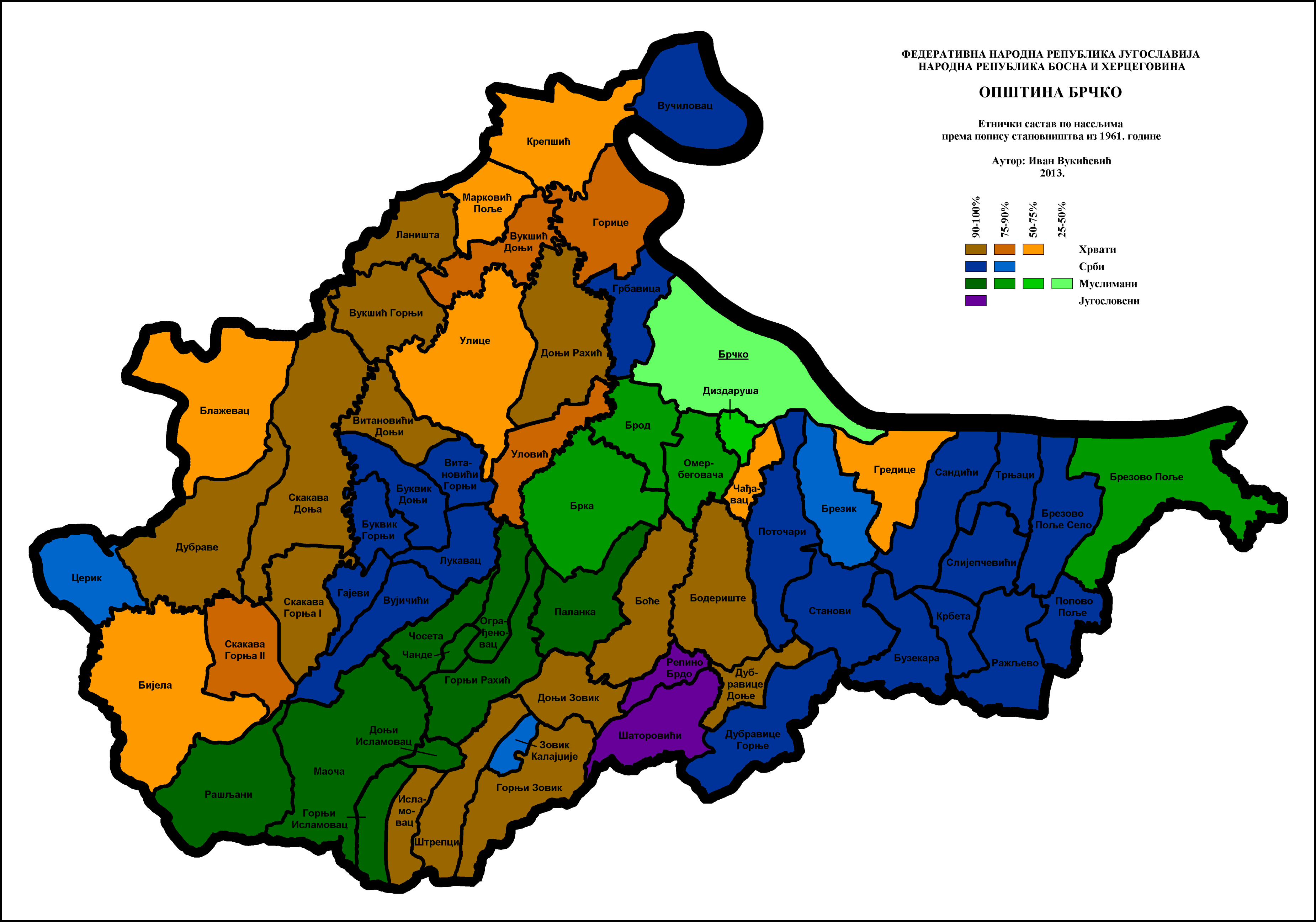
Estructura étnica de Brčko por asentamientos 1961
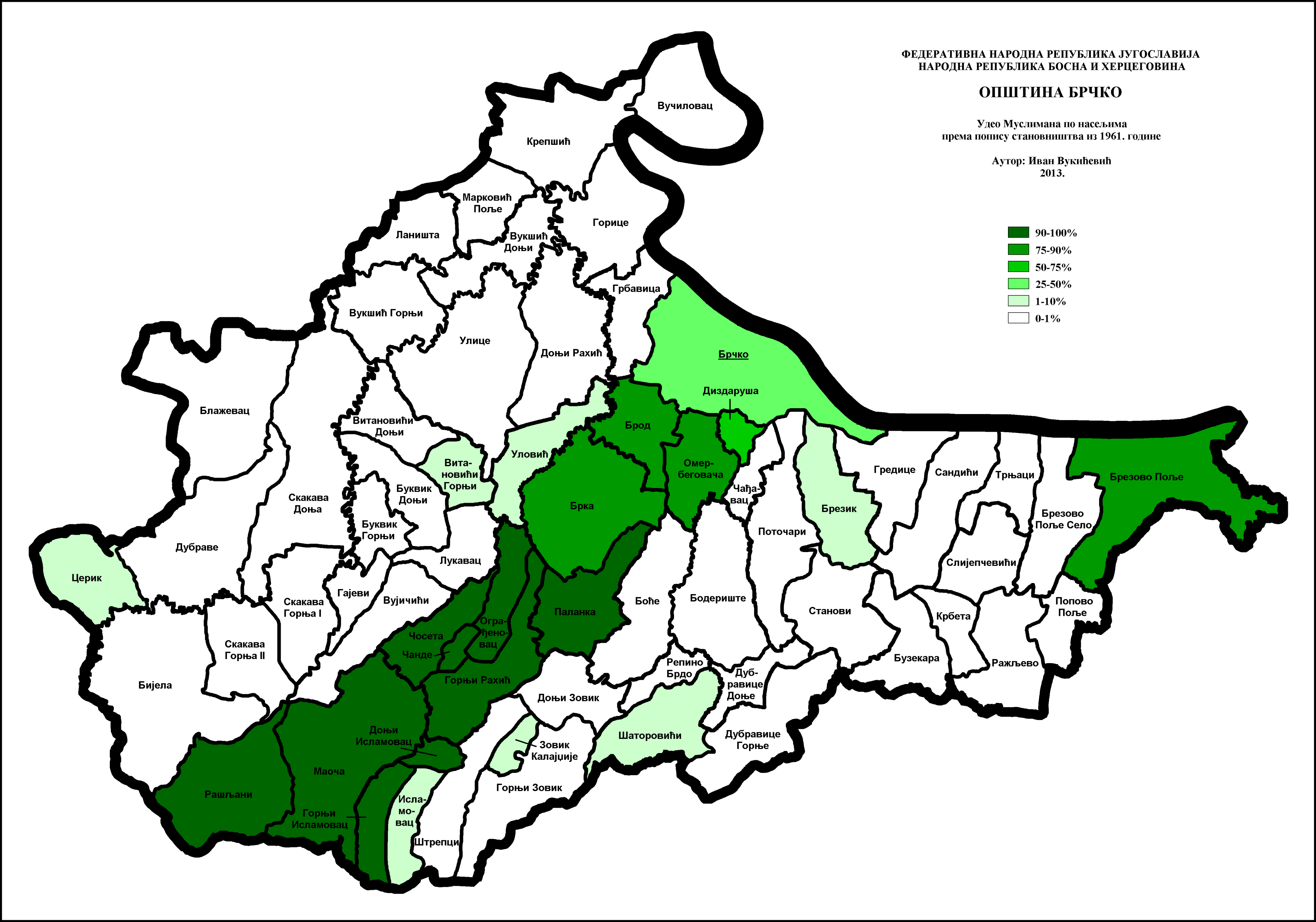
Proporción de bosnios en Brčko por asentamientos 1961
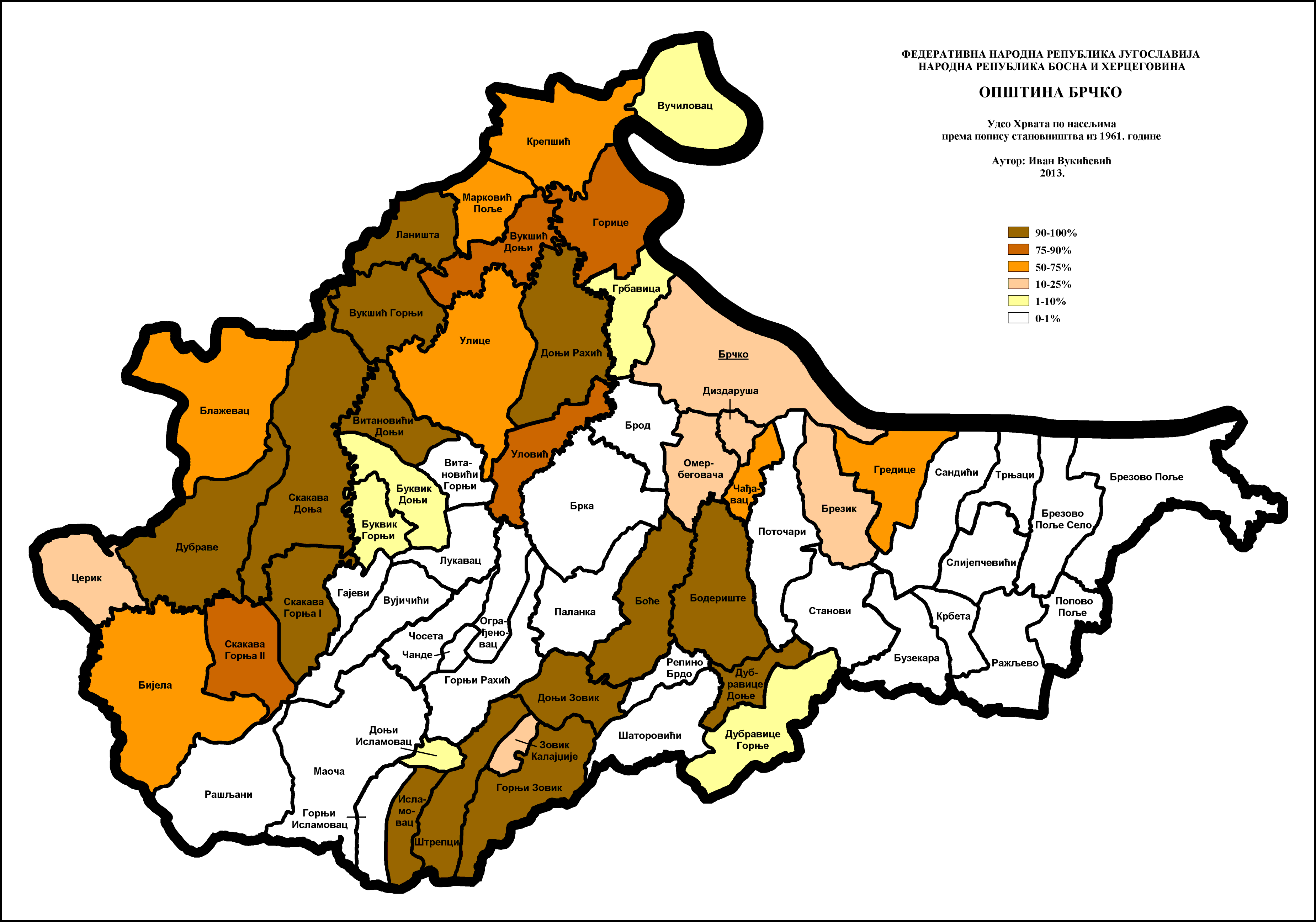
Proporción de croatas en Brčko por asentamientos 1961
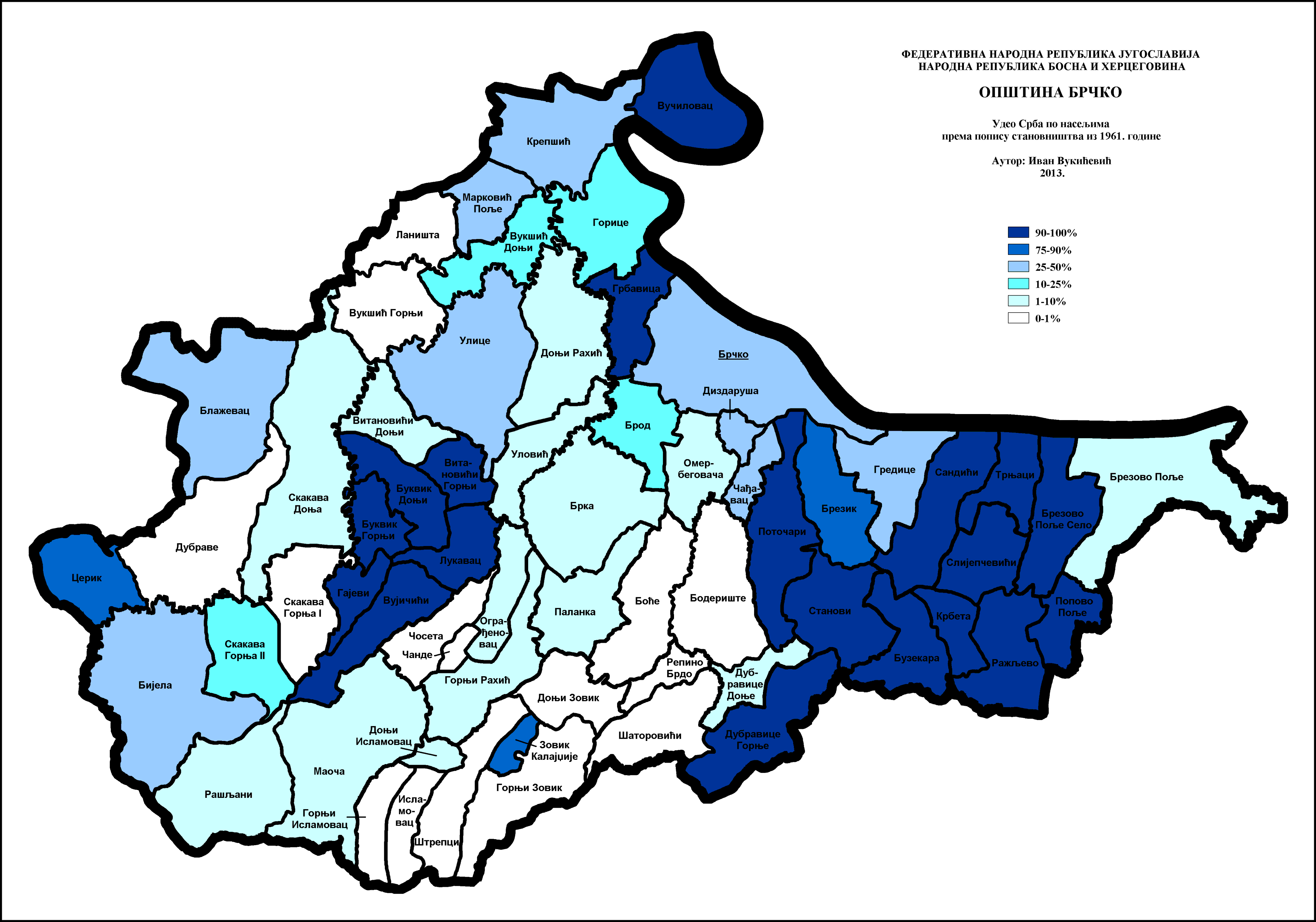
Proporción de serbios en Brčko por asentamientos 1961

Censo de 1971

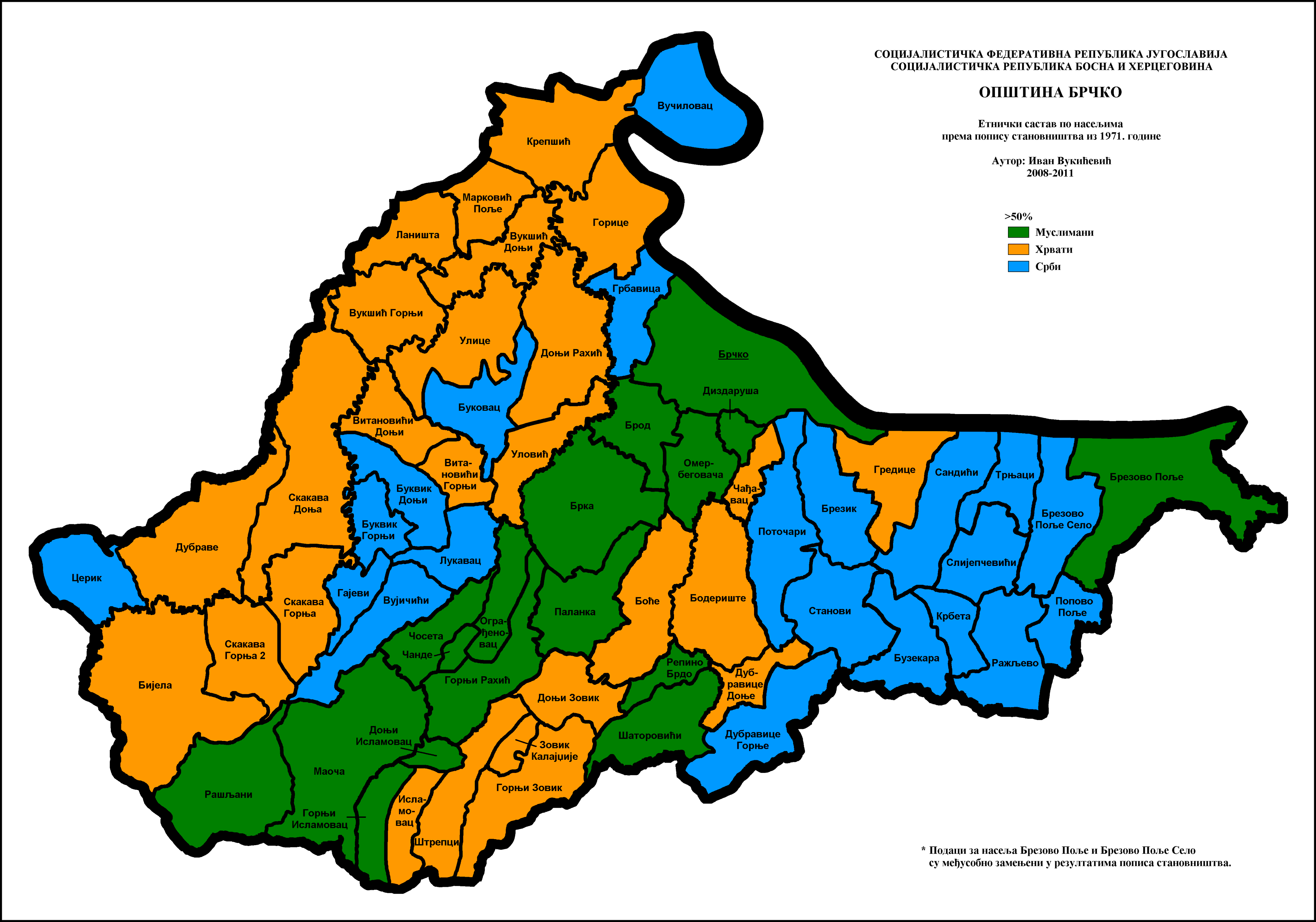
Estructura étnica de Brčko por asentamientos 1971
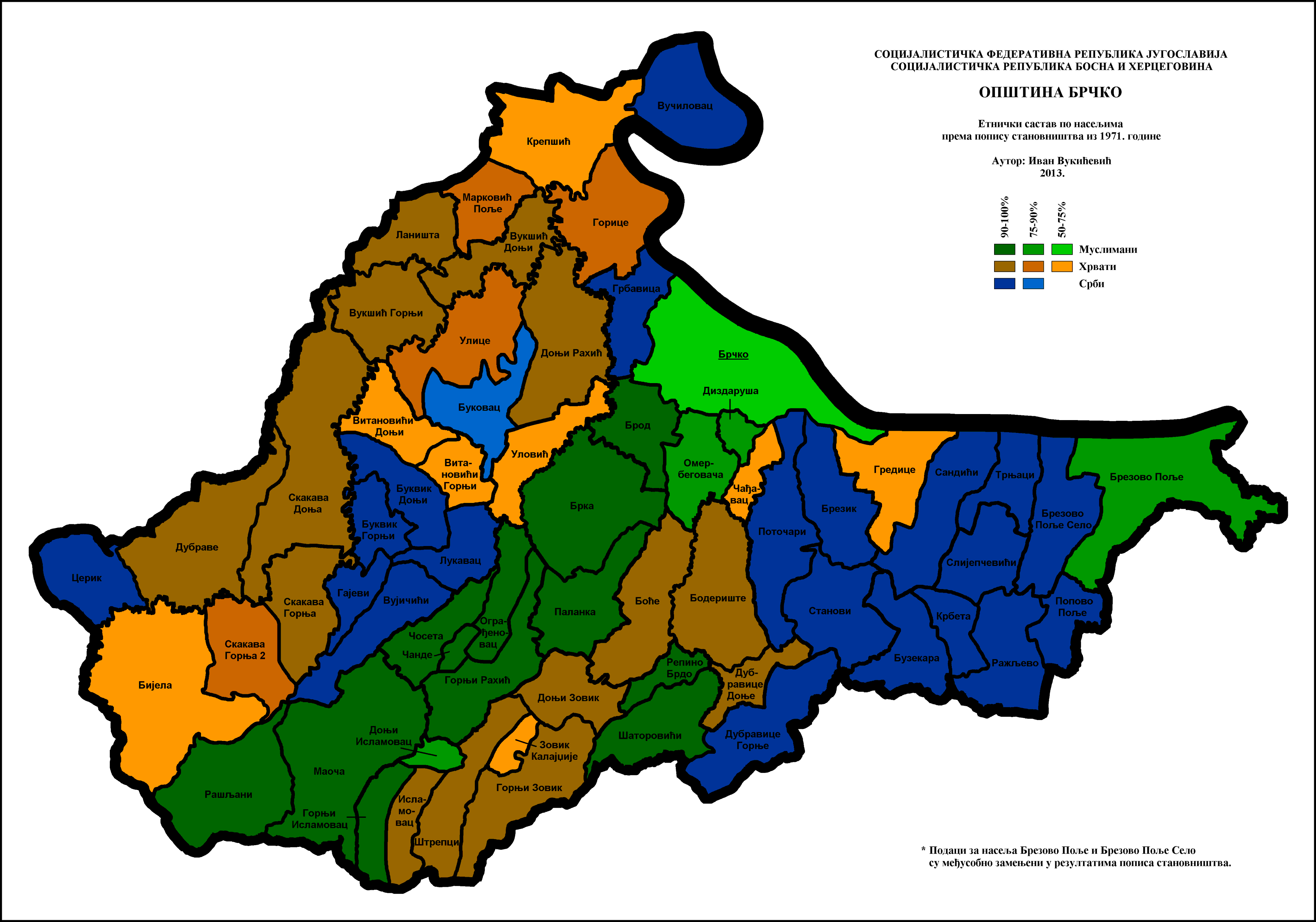
Estructura étnica de Brčko por asentamientos 1971
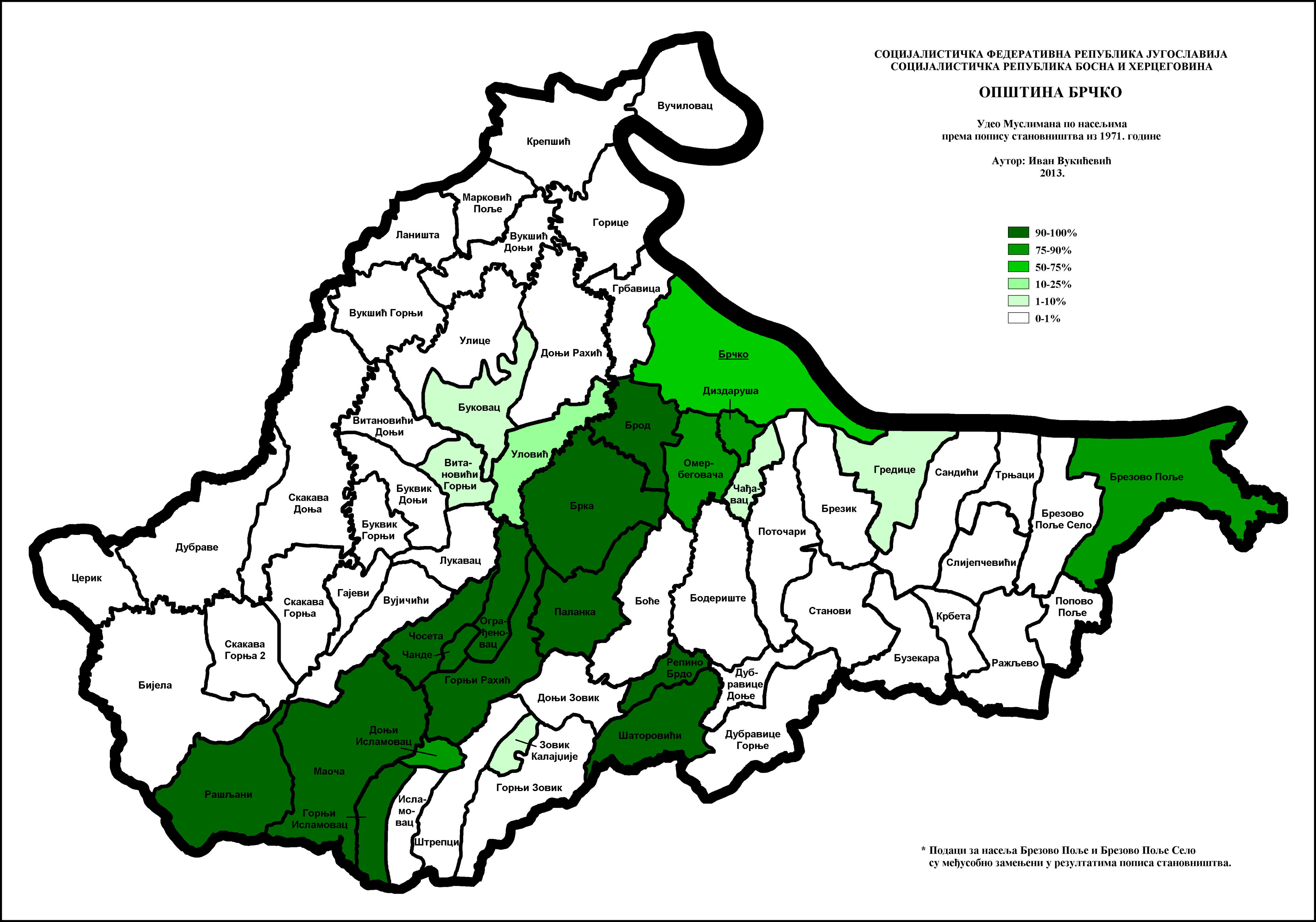
Proporción de bosnios en Brčko por asentamientos 1971
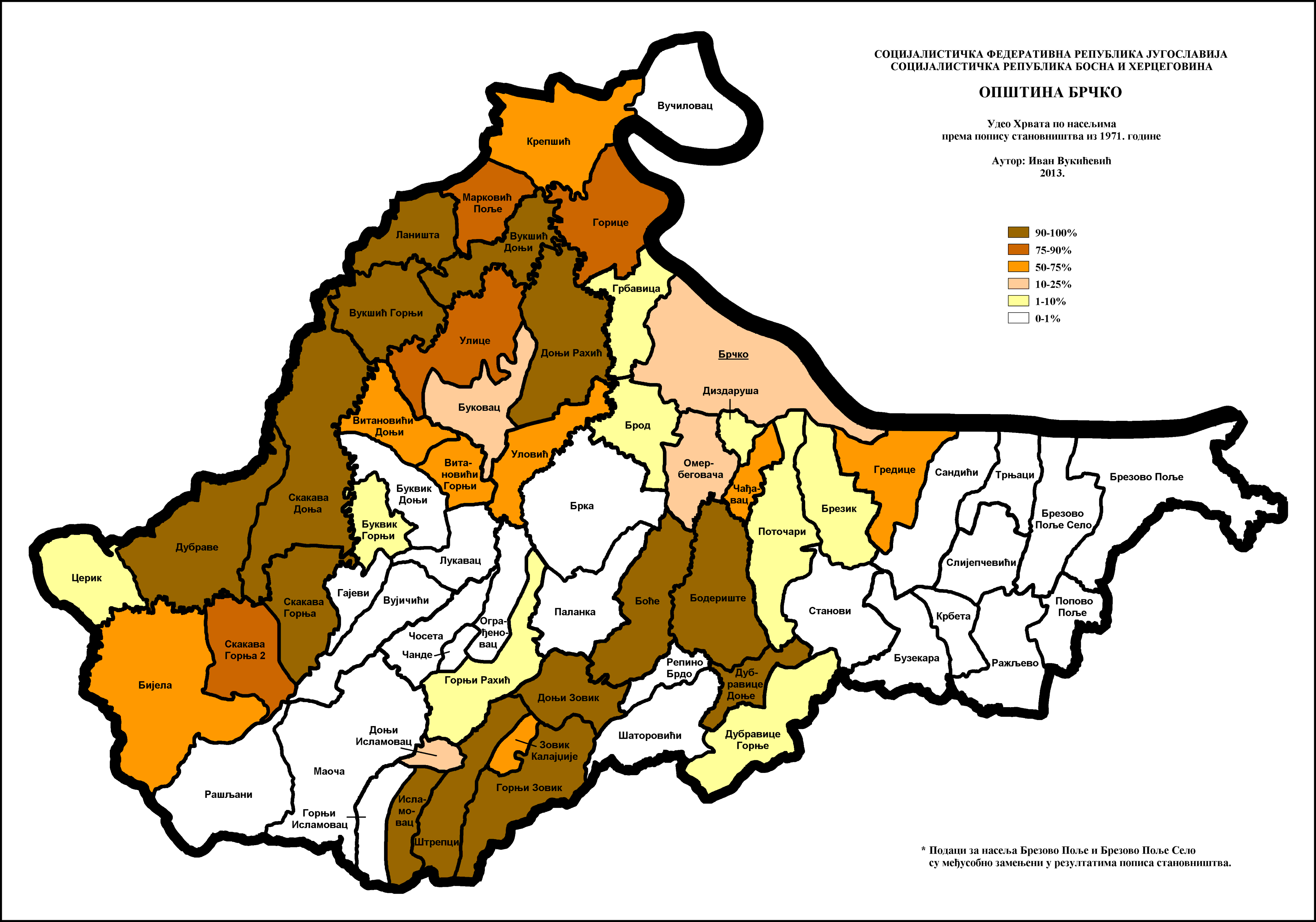
Proporción de croatas en Brčko por asentamientos 1971
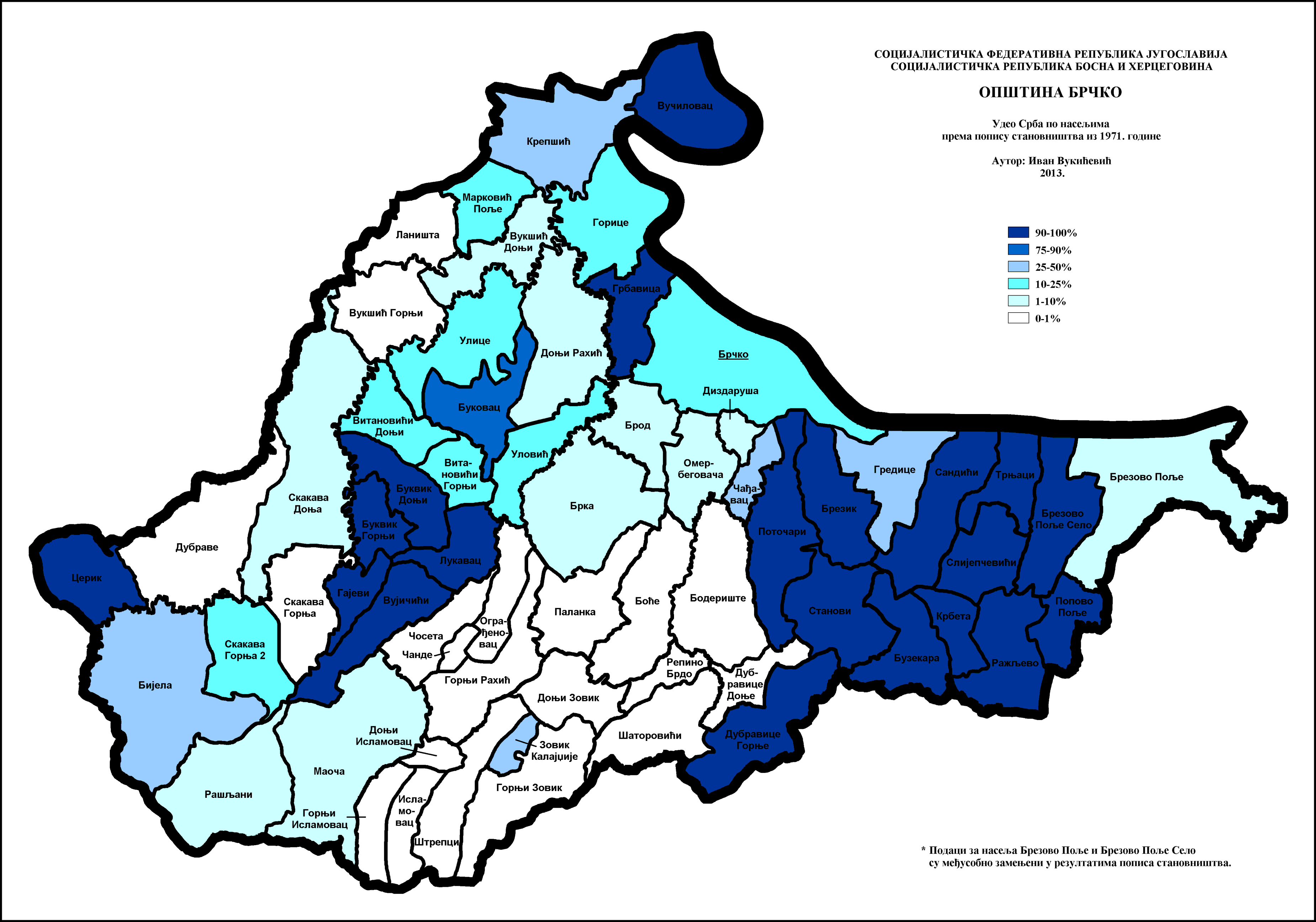
Proporción de serbios en Brčko por asentamientos 1971

Censo de 1981

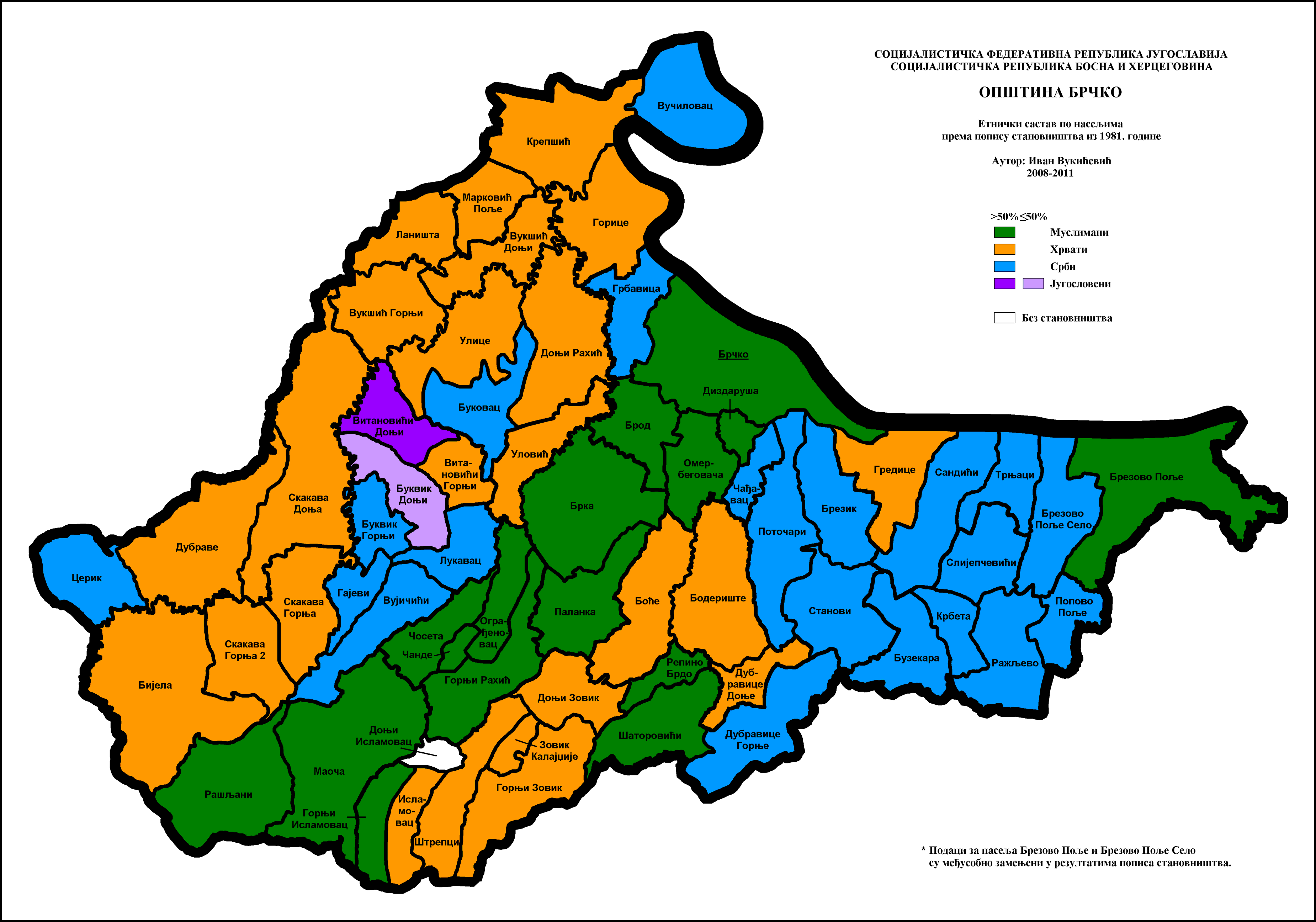
Estructura étnica de Brčko por asentamientos 1981
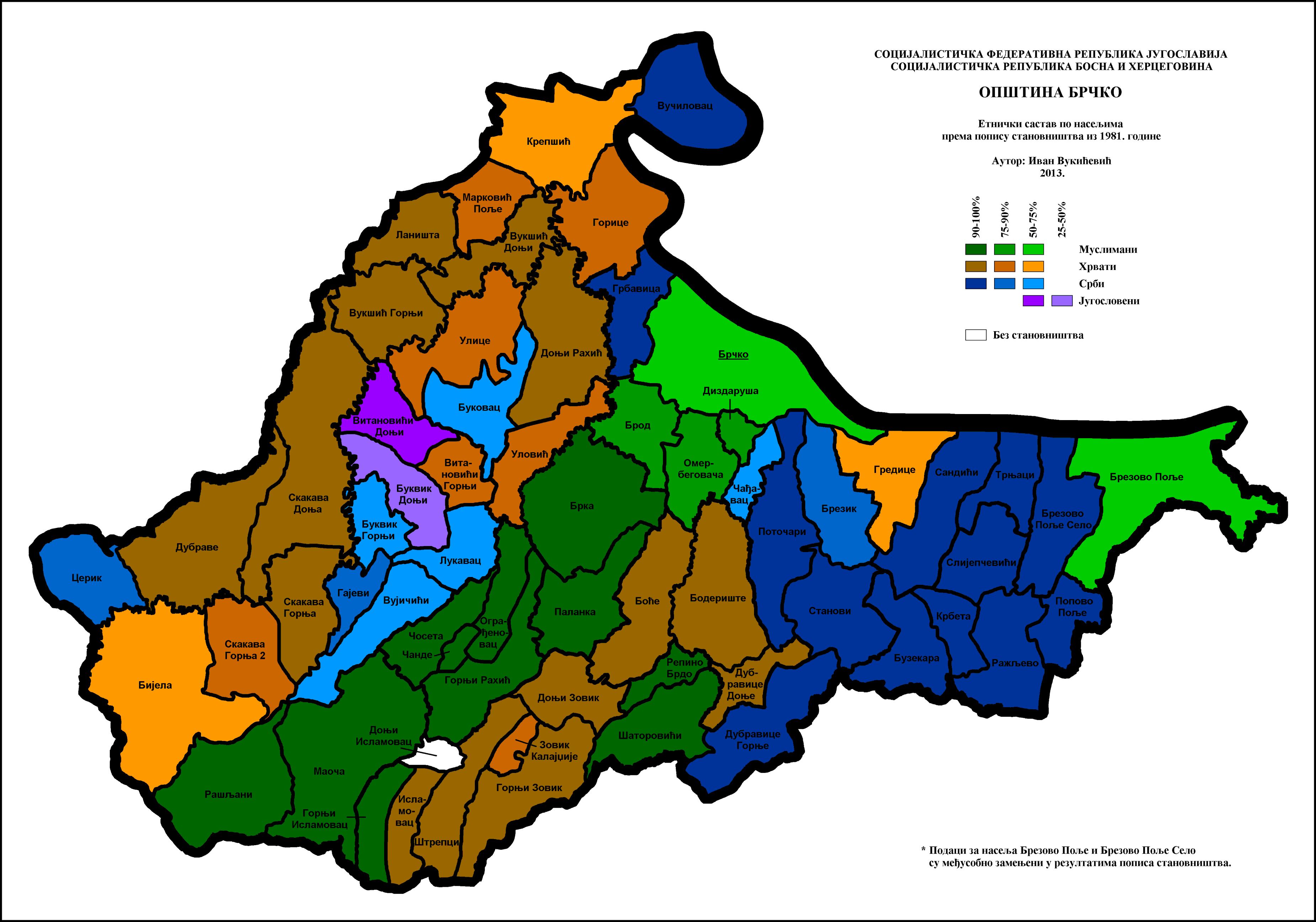
Estructura étnica de Brčko por asentamientos 1981
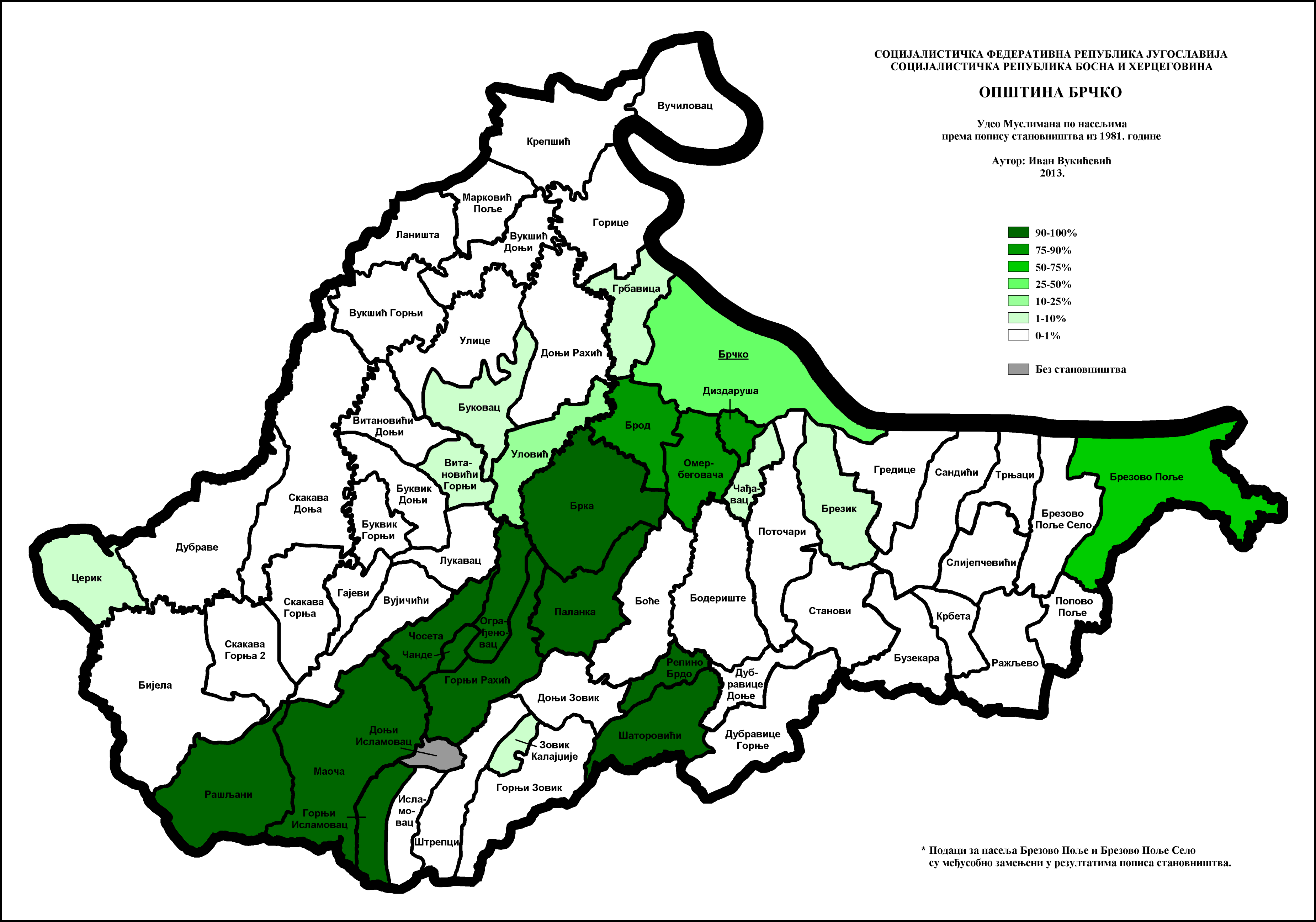
Proporción de bosnios en Brčko por asentamientos 1981
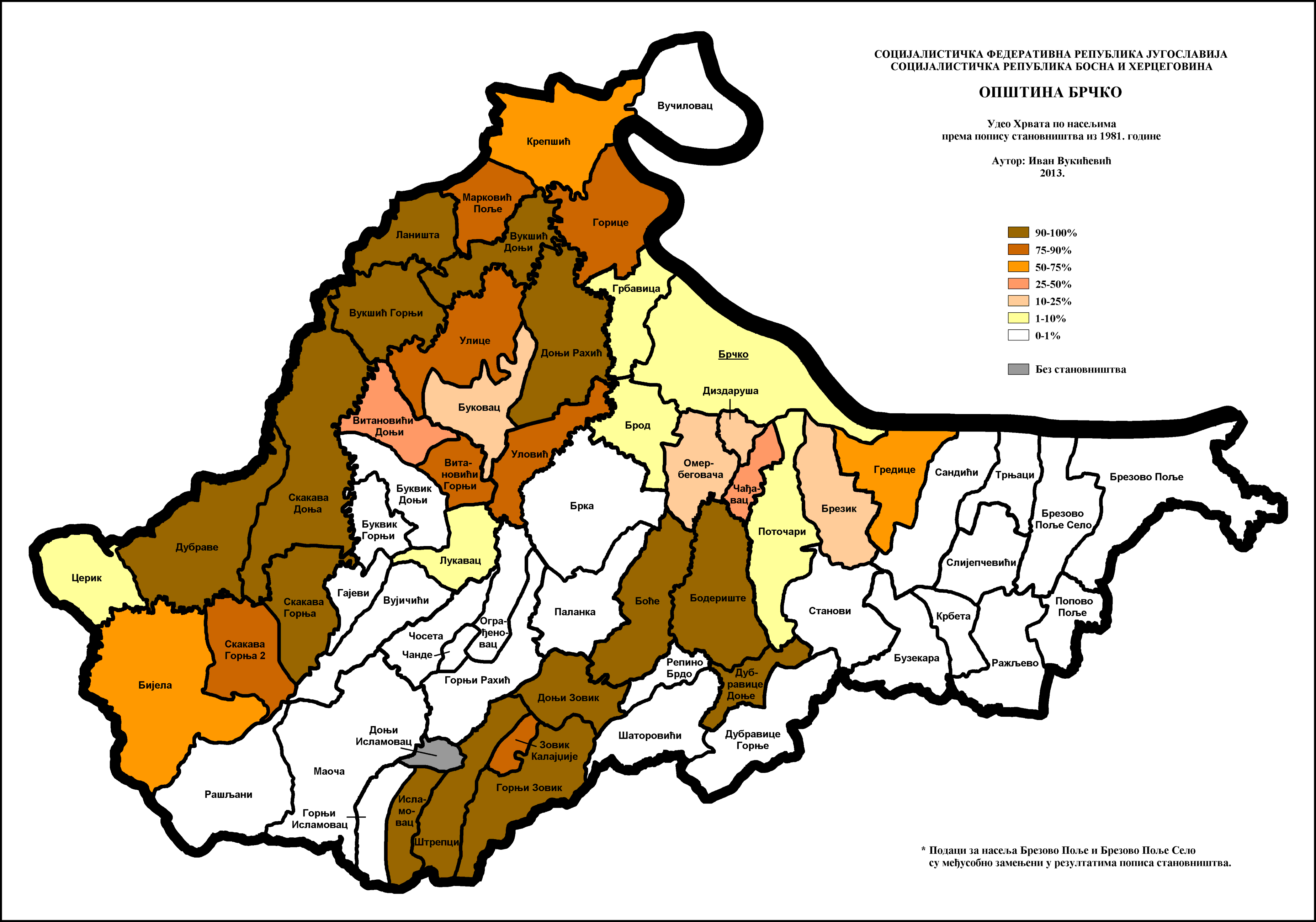
Proporción de croatas en Brčko por asentamientos 1981
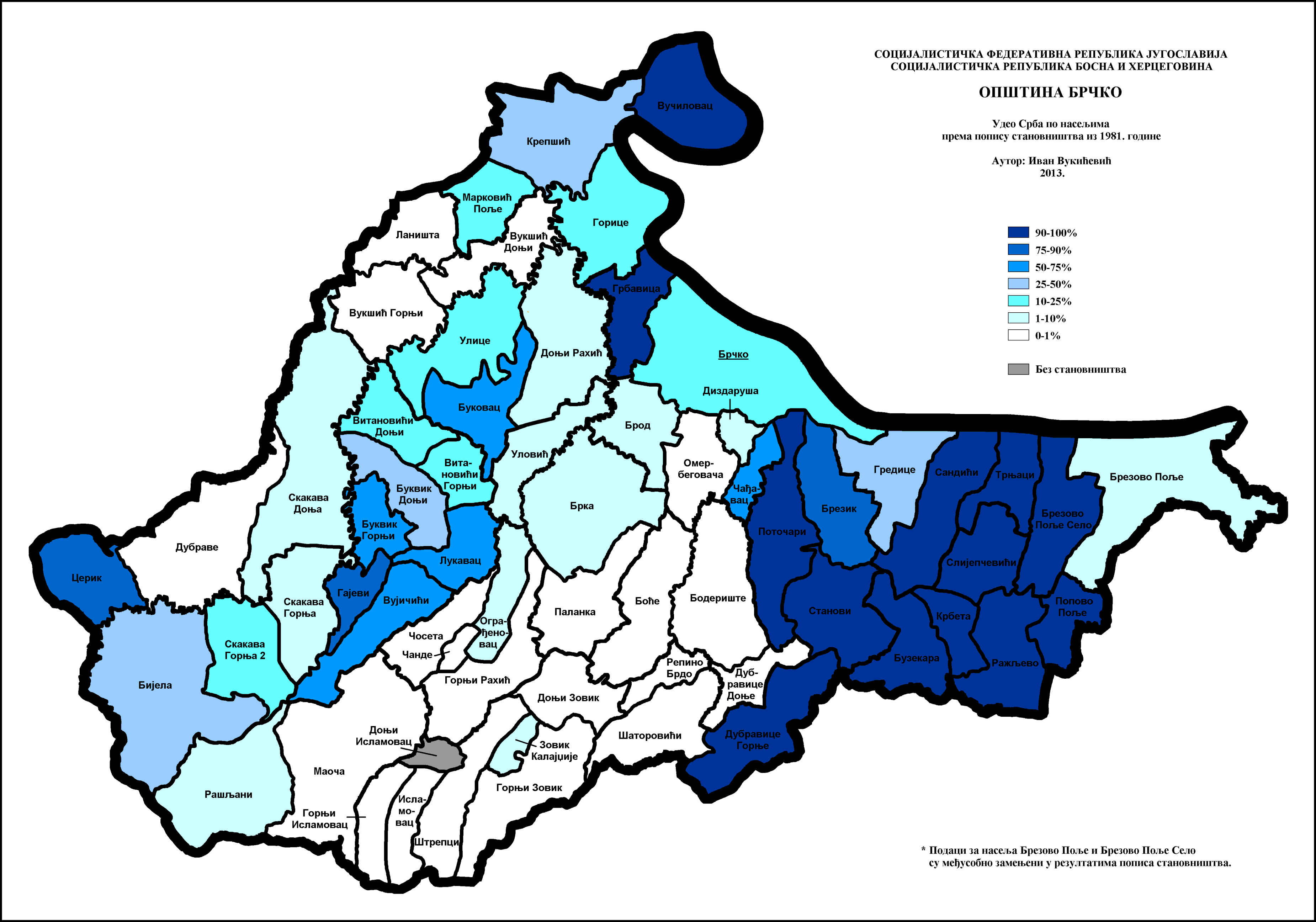
Proporción de serbios en Brčko por asentamientos 1981

Censo de 1991

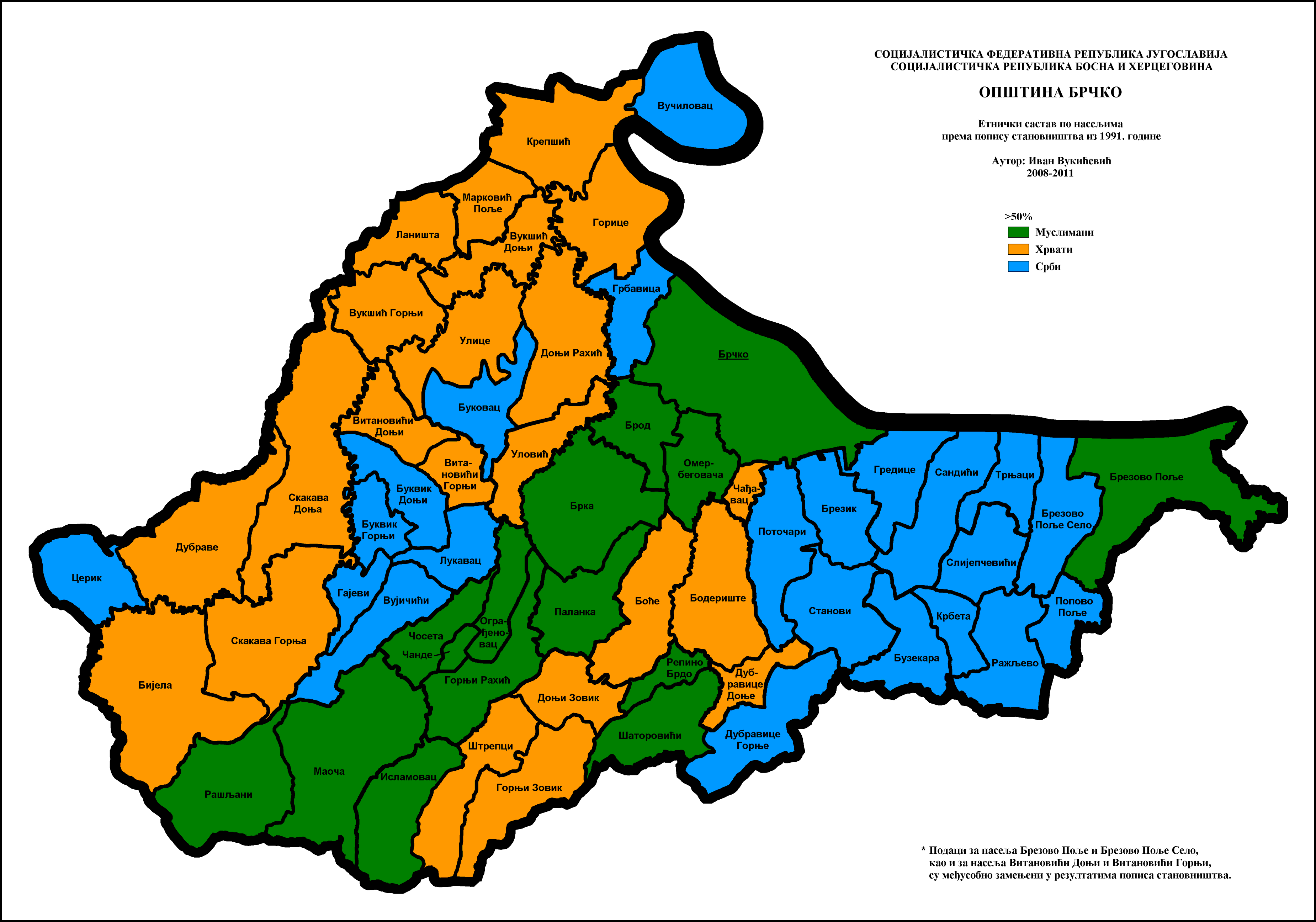
Estructura étnica de Brčko por asentamientos 1991
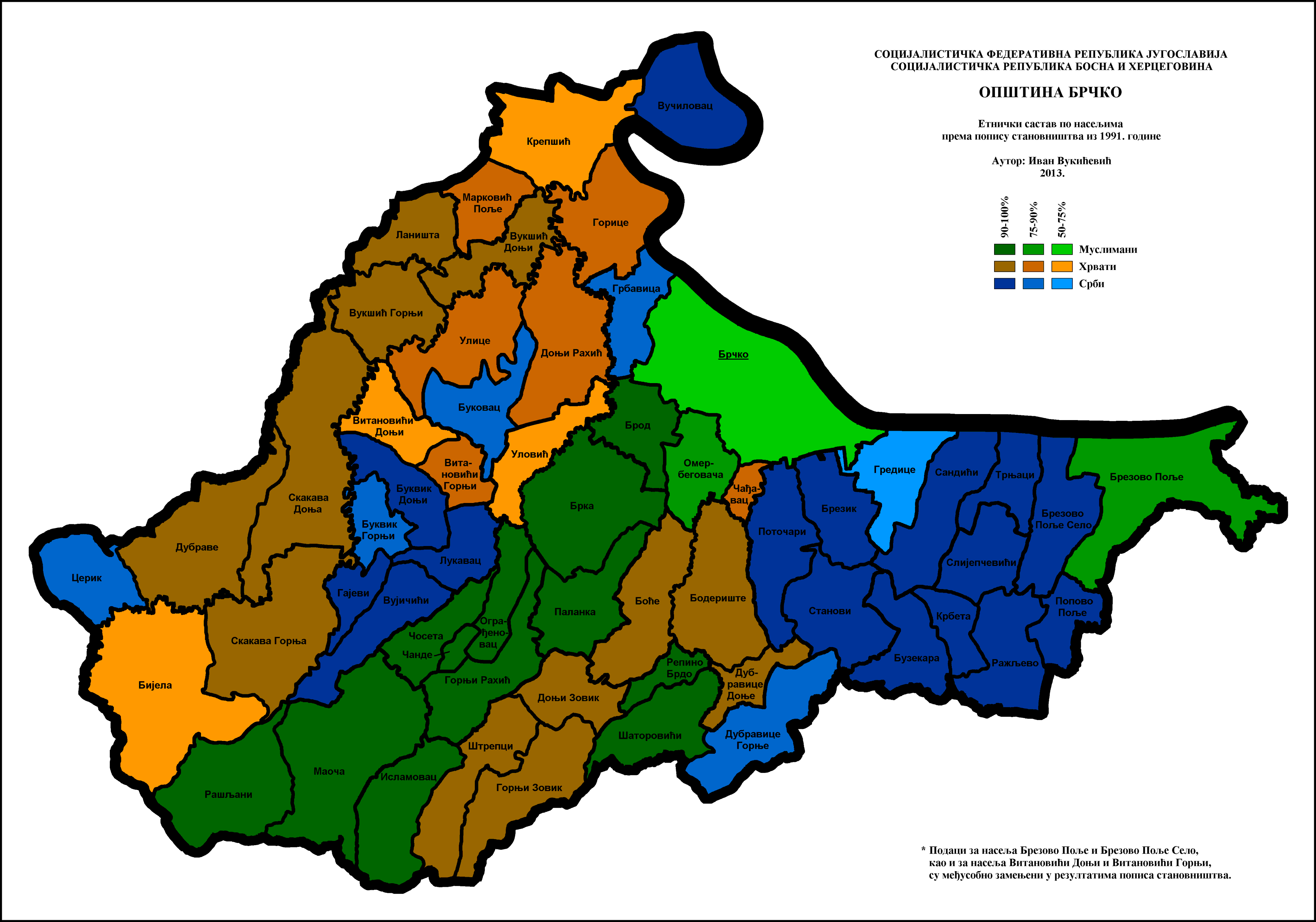
Estructura étnica de Brčko por asentamientos 1991
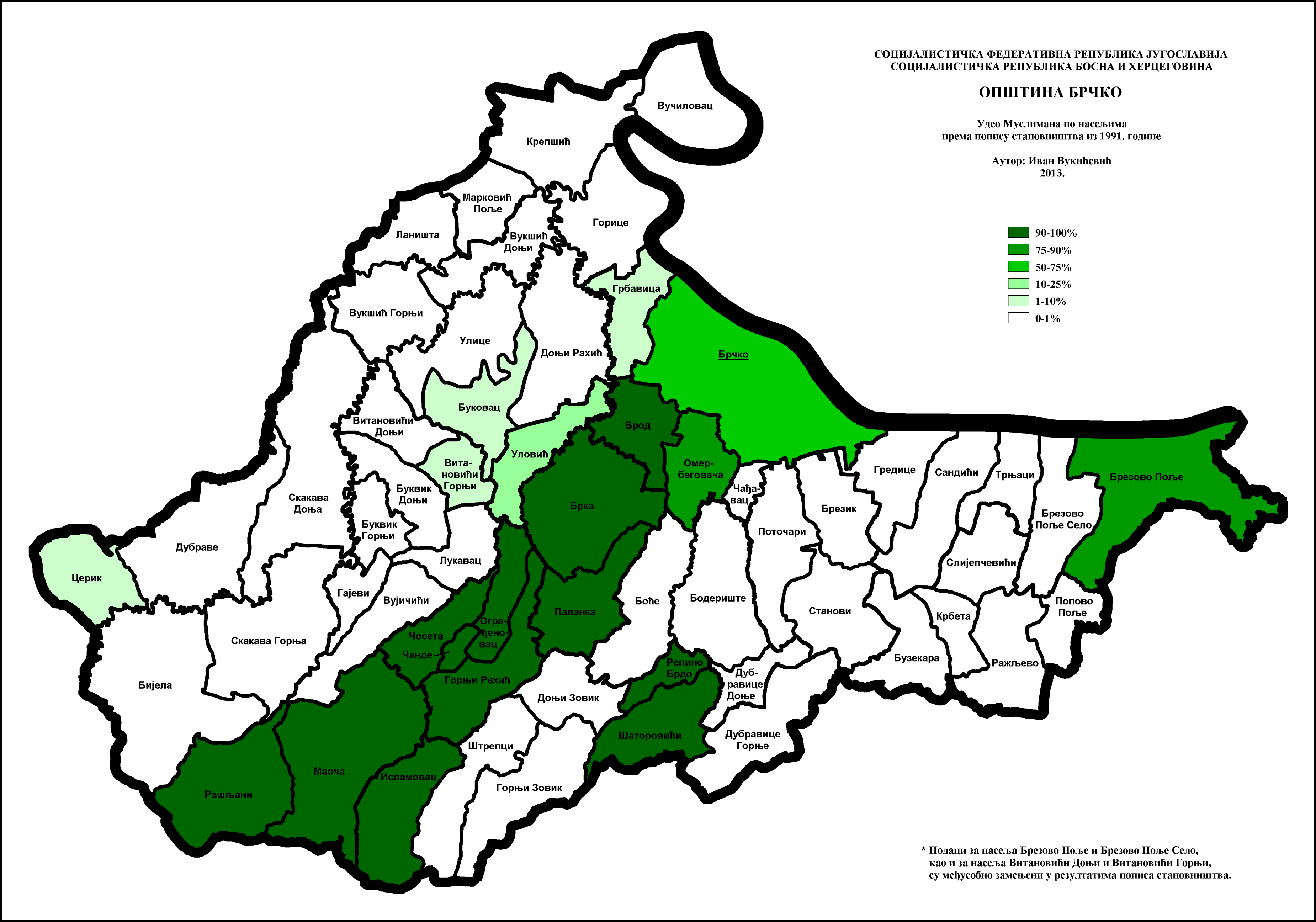
Proporción de bosnios en Brčko por asentamientos 1991
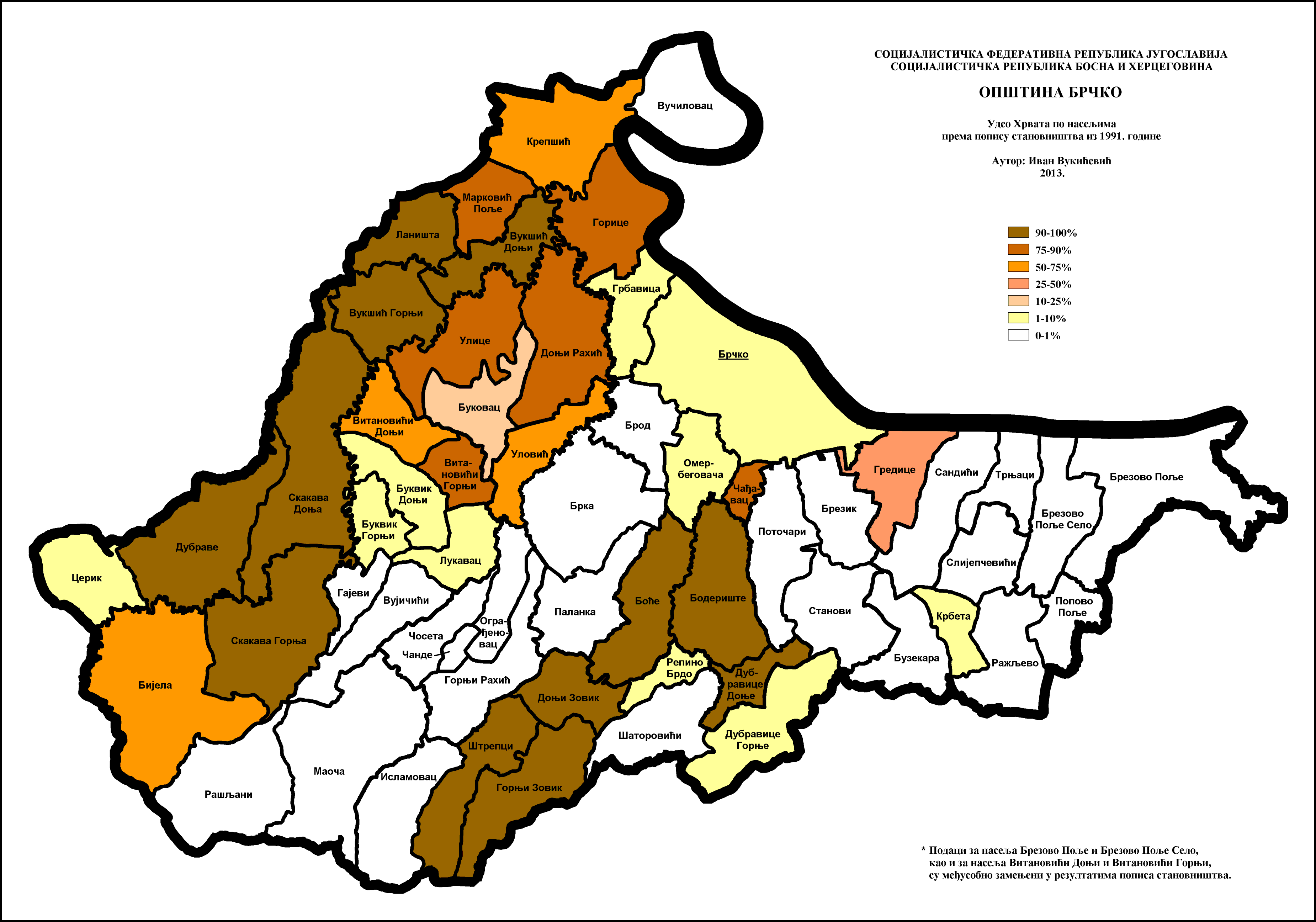
Proporción de croatas en Brčko por asentamientos 1991
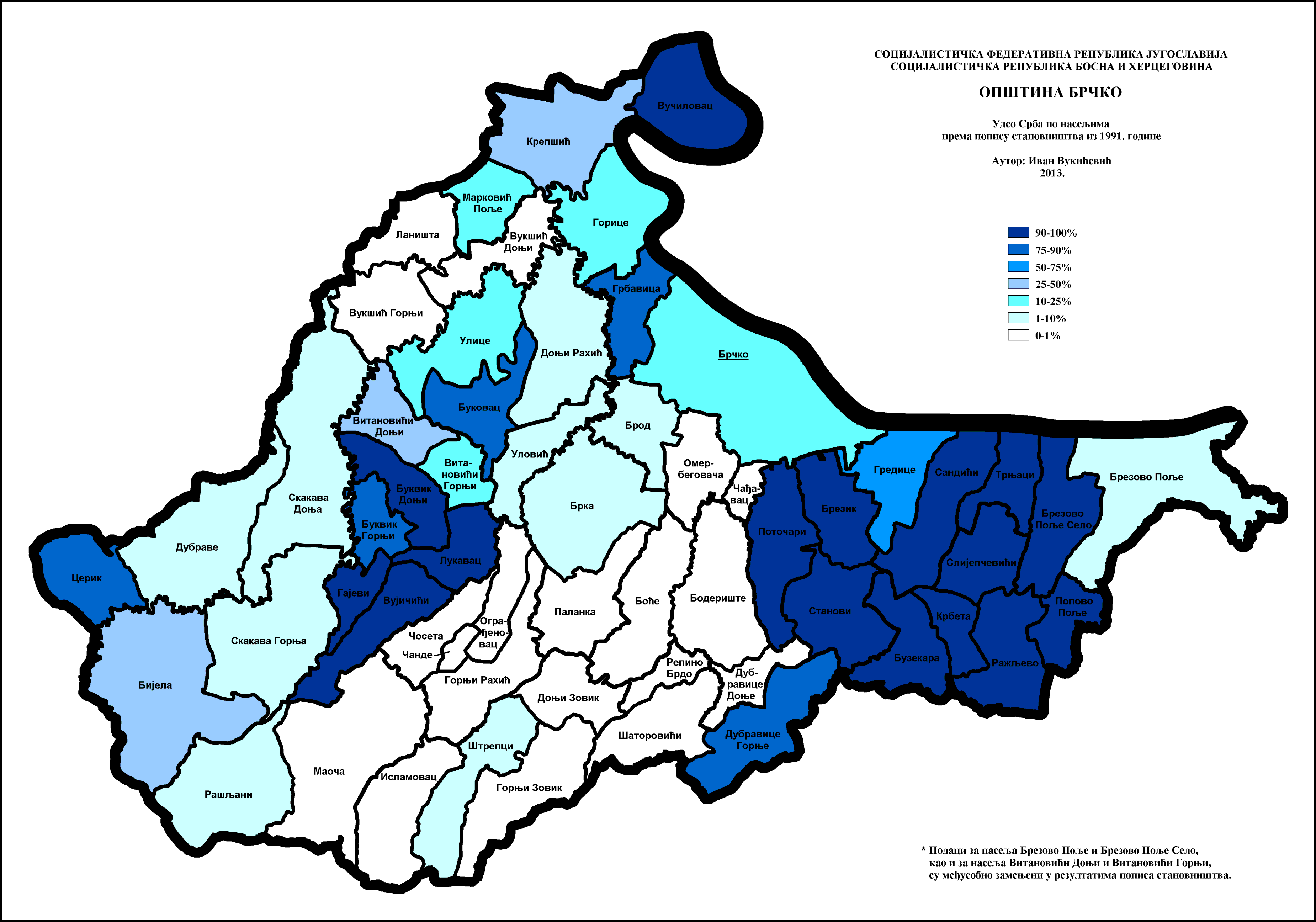
Proporción de serbios en Brčko por asentamientos 1991

Censo de 2013

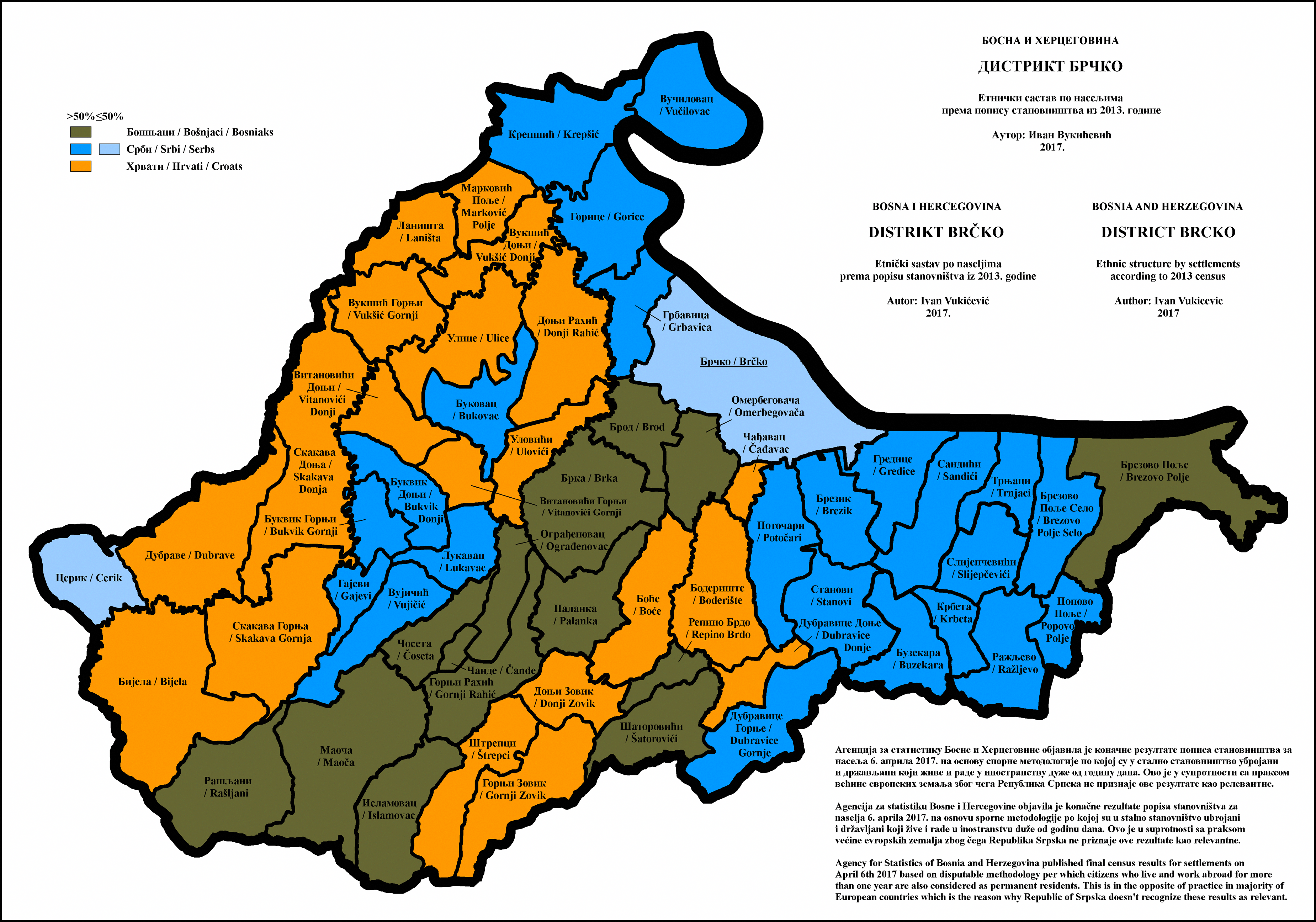
Estructura étnica de Brčko por asentamientos 2013
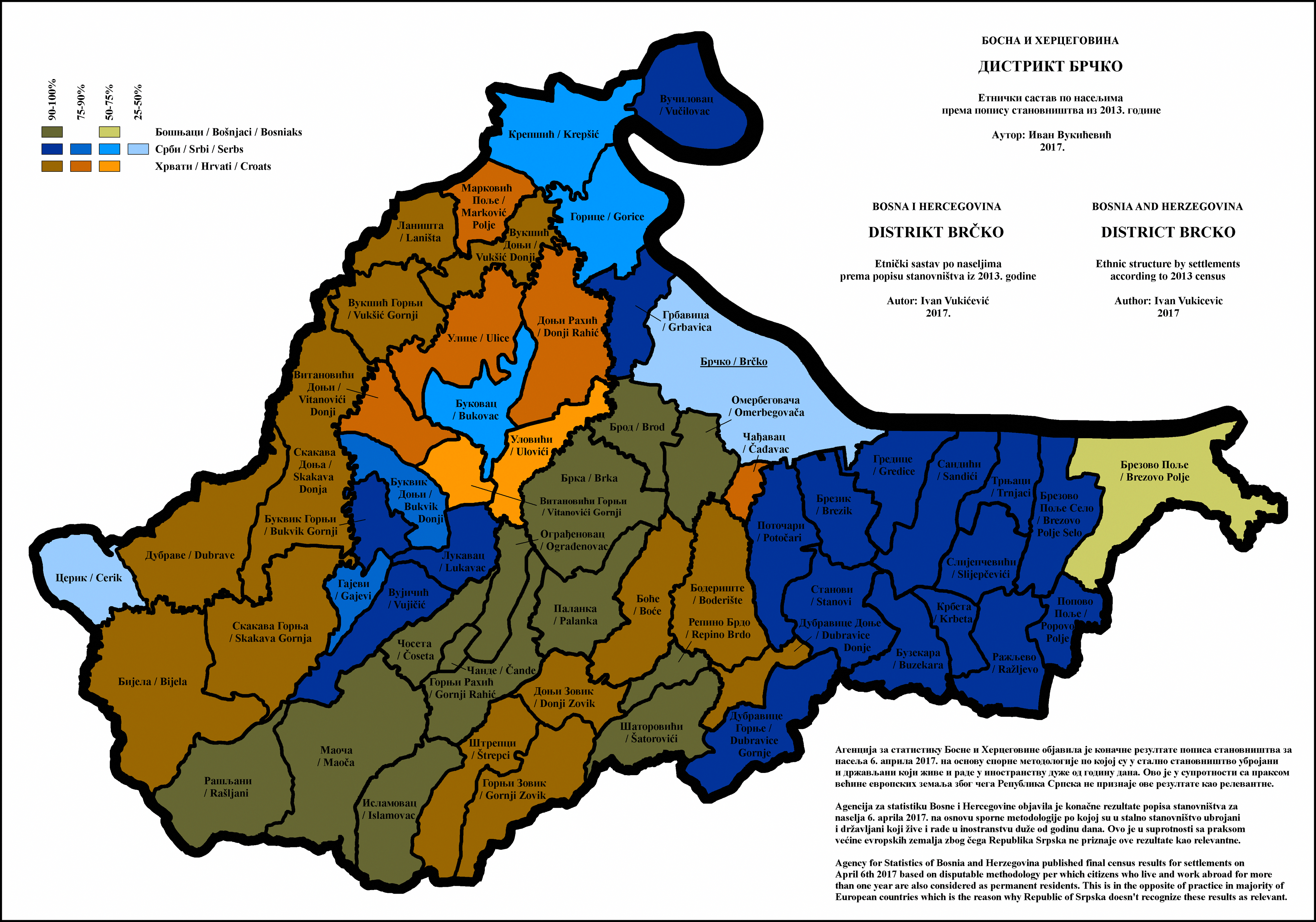
Estructura étnica de Brčko por asentamientos 2013
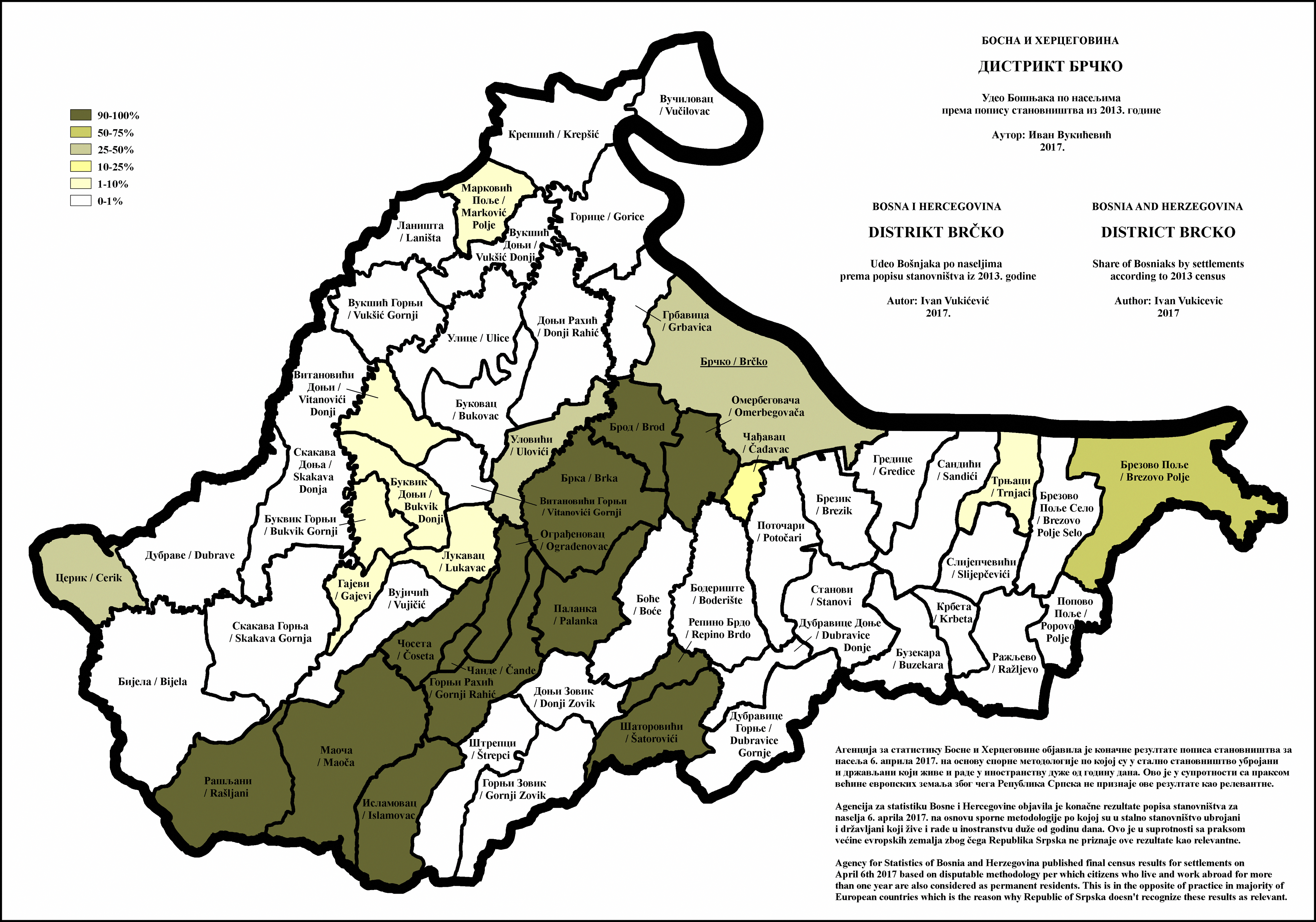
Proporción de bosnios en Brčko por asentamientos 2013
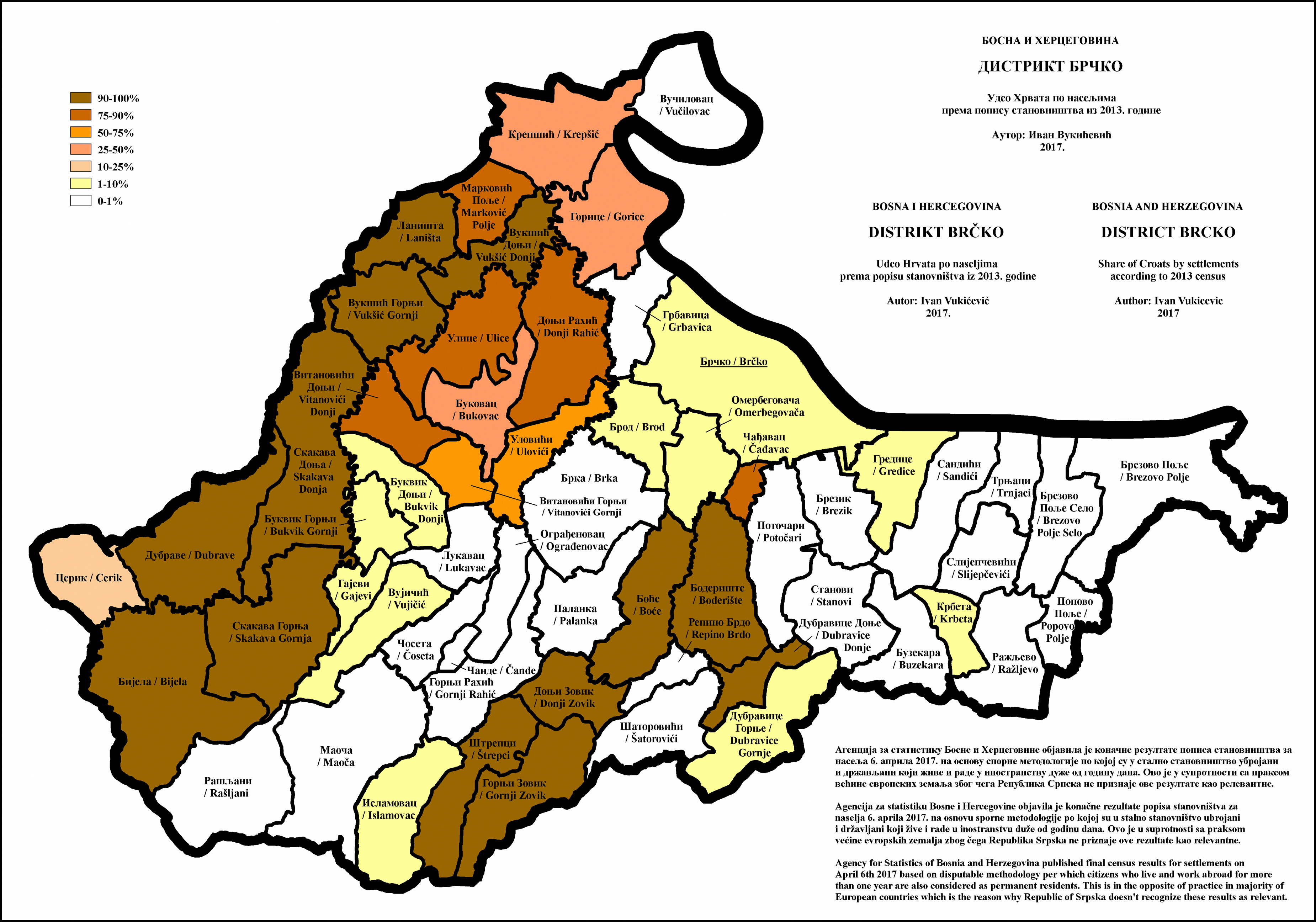
Proporción de croatas en Brčko por asentamientos 2013
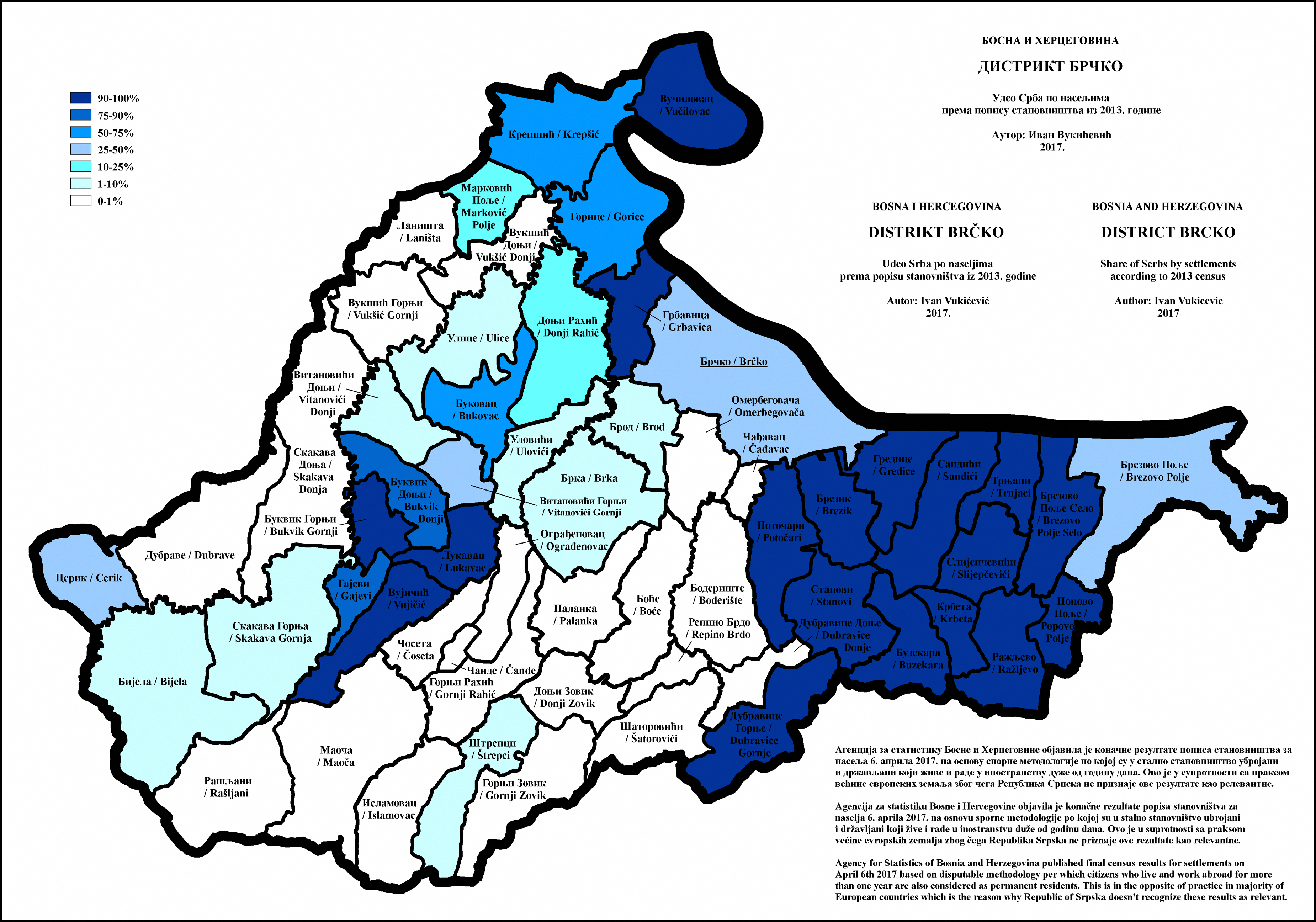
Proporción de serbios en Brčko por asentamientos 2013

## Gobierno y política
Hay 29 escaños en la Asamblea del Distrito Brčko. Los asientos se dividen de la siguiente manera por cada partido: 
- 6 escaños del Partido Democrático de Serbia
- 5 escaños del Partido Social Demócrata
- 4 escaños del Partido de Acción Democrática
- 3 escaños del Unión Democrática Croata
- 3 escaños del Partido para Bosnia y Herzegovina
- 2 escaños del Alianza de Socialdemócratas Independientes
- 2 escaños del Partido Campesino Croata
- 2 escaños del Partido Socialista de la República Srpska
- 1 escaños del Partido Demócrata
- 1 escaño de candidato independiente

Por origen étnico: 
- 13 bosnios musulmanes
- 11 serbios
- 5 croatas

Por género: 
- 27 hombres
- 2 mujeres

## Localidades
El distrito contiene 59 localidades:
- Bijela
- Boće
- Boderište
- Brčko
- Brezik
- Brezovo Polje
- Brezovo Polje Selo
- Brka
- Brod
- Bukovac
- Bukvik Donji
- Bukvik Gornji
- Buzekara
- Cerik
- Čađavac
- Čande
- Čoseta
- Donji Rahić
- Donji Zovik
- Dubrave
- Dubravice Donje
- Dubravice Gornje
- Gajevi
- Gorice
- Gornji Rahić
- Gornji Zovik
- Grbavica
- Gredice
- Islamovac
- Krbeta
- Krepšić
- Laništa
- Lukavac
- Maoča
- Marković Polje
- Ograđenovac
- Omerbegovača
- Palanka
- Popovo Polje
- Potočari
- Rašljani
- Ražljevo
- Repino Brdo
- Sandići
- Skakava Donja
- Skakava Gornja
- Slijepčevići
- Stanovi
- Šatorovići
- Štrepci
- Trnjaci
- Ulice
- Ulović
- Vitanovići Donji
- Vitanovići Gornji
- Vučilovac
- Vujičići
- Vukšić Donji
- Vukšić Gornji

## Supervisores
Se ha designado un “supervisor internacional” para el distrito de Brčko. También hay un Alto Representante adjunto. Este cargo fue suspendido en 2012. Los "supervisores" que ocuparon este cargo fueron:
1. Robert William Farrand, -
2. Gary L. Matthews,  -
3. Gerhard Sontheim,  -  (interino)
4. Henry Lee Clarke,  - 1 de octubre de 2003
5. Gerhard Sontheim, 1 de octubre de 2003 -  (interino)
6. Susan Rockwell Johnson,  - 1 de octubre de 2006
7. Raffi Gregorian, 1 de octubre de 2006 -
8. Gerhard Sontheim,  -  (interino)
9. Roderick Moore,  - ?

## Alcaldes
Las siguientes personas han ocupado el cargo de alcalde en el distrito:
1. Miodrag Pajić (serbio) 1993 - 13 de noviembre de 1997
2. Borko Reljić (serbio) 13 de noviembre de 1997 - 15 de abril de 1999
3. Sinisa Kisić (serbio) 15 de abril de 1999 - 12 de noviembre de 2003
4. Ivan Krndelj (croata) 12 de noviembre de 2003 - 3 de diciembre de 2003
5. Branko Damjanac (serbio) 3 de diciembre de 2003 - 8 de diciembre de 2004
6. Mirsad Djapo (bosnio) 8 de diciembre de 2004 - 12 de febrero de 2009
7. Dragan Pajić (serbio) 12 de febrero de 2009 - ?

## Gente destacada
- Edo Maaika —rapero
- Mladen Petrich  es un futbolista internacional croata
- Vesna Pisarovich  es un cantante pop
- Lepa Breña  Es un cantante
- Edvin Kanka Čudić  es un defensor de los derechos humanos de Bosnia
- Anil Dervišević — Propietario del club de voleibol "Denver-Area", entrenador del equipo de voleibol femenino de Bosnia y Herzegovina
- Jenana Sheganóvich  es un pianista
- Antón Maglika  es un futbolista croata
- Jazmín Imamovitch  es un político
- Natasha Voynovitch  es una modelo serbia
- Mato Tadic  es un juez
- Brankica Mykhailovych  es una jugadora de voleibol serbia, campeona mundial y europea, medallista de plata en los Juegos Olímpicos de Verano 2016
- Ines Jankovic  es una diseñadora de moda serbia
- Nikola Kovatch  es un jugador profesional de Counter-Strike: Global Offensive